# Il villaggio di Hello Kitty
Il villaggio di Hello Kitty (ハローキティのスタンプヴィレッジ?, Harō Kiti no Sutanpu Virejji) è una serie anime prodotta dalla Sanrio dal 5 Maggio del 2005 in 26 episodi da 11 minuti. In Italia l'anime è stato distribuito dalla Dynit e trasmesso su Boomerang in 13 puntate da 22 minuti nel 2007. In seguito è andato in onda su Boing dal febbraio 2008.

## Trama
Hello Kitty e i suoi amici vivono nuove avventure in un mondo fatto d'argilla. Tutti i personaggi dell'anime non parlano, ma si esprimono solamente a versi. Le loro azioni e gli avvenimenti sono commentati dalla voce narrante, che nell'edizione italiana è interpretata da Elisabetta Viviani.

## Tecnica
L'anime è stato prodotto utilizzando la tecnica dello stop motion e con i personaggi plasmati nella plastilina.

## Personaggi
- Hello Kitty: famosa gattina, dolce e molto curiosa. Porta sempre un fiocco rosso sull'orecchio sinistro (a volte al posto del fiocco rosso c'è un fiore). Abita vicino all'Albero Saggio.
- My Melody: tenera coniglietta già protagonista dell'anime My Melody - Sogni di magia. Abita in una casa sul cui tetto c'è un pianoforte. Porta sempre un cappuccio rosa sulla testa.
- PomPomPurin: labrador marroncino chiaro che indossa sempre un cappello marrone scuro. Sa guidare, e ama costruire oggetti utili per i suoi amici. Spesso nel cartone è definito "quintale" a causa della sua obesità!
- Cinnamoroll: animaletto bianco (si pensa un coniglietto o un cagnolino) che sa volare grazie alle sue grandi orecchie. Gestisce una taverna, ed è sempre lui che cucina deliziosi manicaretti per tutti i suoi amici.
- Badtz Maru: pinguino nero che arriva al villaggio Albero dopo qualche episodio. Soprannominato il Terribile perché è ricercato per furto, riesce comunque a diventare amico di Hello Kitty e degli altri. Vive in un ananas.
- Keroppi: rana che compare solo nell'ultimo episodio; ha un laghetto magico nel quale pesca. All'inizio i rapporti tra lui e gli altri non sono buoni, ma poi Keroppi diventerà molto amico di Hello Kitty e dei suoi amici.
- Lala e Kiki: due fratelli che compaiono nell'episodio in cui Hello Kitty e gli altri viaggiano in mongolfiera. Vivono in un castello sulle nuvole ed hanno dei poteri magici.
- Uccellaccio Cattivo: il loro antagonista della serie è un corvo molto cattivo, insolente e maleducato che cerca di rovinare le loro giornate.

## Episodi
| Nº | Titolo italiano                   |
| 1  | Rompiamo le noci!                 |
| 2  | Gli occhiali da sole di My Melody |
| 3  | L’ultimo biscotto                 |
| 4  | Giochiamo a volano!               |
| 5  | Hello Kitty è triste              |
| 6  | Il terribile Badtz Maru           |
| 7  | Badtz Maru è ricercato!           |
| 8  | Giochiamo insieme!                |
| 9  | Un brutto malinteso               |
| 10 | Uno scherzo a Cinnamoroll         |
| 11 | Un giro in mongolfiera            |
| 12 | La bacchetta magica               |
| 13 | Le macchinine kiwi                |
| 14 | La nuvola magica                  |
| 15 | Spremiamo l’uva!                  |
| 16 | Giochiamo alle maschere!          |
| 17 | La festa di Cinnamoroll           |
| 18 | L’albero delle caramelle          |
| 19 | Il teatro albero                  |
| 20 | Tutti al circo!                   |
| 21 | Le marionette magiche             |
| 22 | I terribili spaventapasseri       |
| 23 | Il trampolino elastico            |
| 24 | Il mulino a vento                 |
| 25 | La gara di zucche                 |
| 26 | Keroppi la rana                   |